# Auguste Landrieu
Auguste Landrieu (Oost-Vlaanderen, Ronse, 1888. április 13. – ?) olimpiai ezüstérmes belga tornász.
Ez első világháború után az 1920. évi nyári olimpiai játékokon indult, és mint tornász versenyzett. Csapat összetettben ezüstérmes lett.